# Кучиньский, Стефан Мария
Стефан Мария Кучиньский (пол. Stefan Maria Kuczyński); также известен под литературным и подпольным псевдонимом Влодзимеж Барт (пол. Włodzimierz Bart) (21 сентября 1904 года, Богуслав, Российская империя — 30 марта 1985 года, Катовице, Польская Народная Республика) — польский историк-медиевист, исследователь периода правления короля Владислава II Ягайло, автор исторических повестей.

## Биография
Учился в Варшавском университете, на факультете полонистики, юриспруденции и истории. В 1932 году защитил докторскую степень (Литовское правление на Северских землях во второй половине XIV века), под руководством Оскара Галецкого. Работал учителем в варшавских гимназиях. После хабилитации (работа Черниговско-Северские земли под властью Литвы) в 1937 году преподавал в Варшавском университете, как доцент кафедры истории средневековой Европы. До 1944 года продолжал преподавать в гимназиях. Во время немецкой оккупации участвовал в подпольном образовании под псевдонимом Влодзимеж Барт.
После войны был — доцент Ягеллонского университета (1945), экстраординарный профессор Вроцлавского университета (руководитель кафедры Восточного славянства), профессор Лодзинского университета (1954—1969; в 1957—1968 руководитель кафедры средневековой Восточной Европы), профессор Силезского университета (1969—1982).
В 1946—1948 годах главный редактор ежемесячного журнала «Силезия», издававшегося в Еленей-Гуре. Редактор первого послевоенного научного журнала «Наука и искусство».
Автор ряда исторических повестей по средневековой истории. Повести для детей и молодёжи писал под псевдонимом Влодзимеж Барт.
Член исторической комиссии ПАЗ, комиссии славяноведения ПАН и ПИО, Лодзинского научного общества, Вроцлавского научного общества и СПП.
Его сын, профессор Кшиштоф Антоний Кучиньский, учёный, историк, с 2002 года ректор Государственной Высшей школы в Влоцлавеке

## Научные взгляды
В основном занимался политической и военной историей Средневековья. Главным образом интересовался историей Великого княжества Литовского. После войны начал много работать и по тематике польско-тевтонских взаимоотношений. В своих работах сделал критический анализ неприязненных отношений Яна Длугоша к королю Владиславу Ягайлло. Указывал, в отличие от многих других историков, что войсками под Грюнвальдом командовал именно король Владислав. Был научным консультантом фильма «Крестоносцы».